# Кристијан Хенкељ
Кристијан Андрејевич Хенкељ (блр. Крысціян Андрэевіч Хенкель, рус. Кристиан Андреевич Хенкель — Минск, 7. новембар 1995) професионални је белоруски хокејаш на леду који игра на позицији одбрамбеног играча.
Члан је сениорске репрезентације Белорусије за коју је на међународној сцени дебитовао на светском првенству 2016. године. 
Од 2016. игра у редовима Динама из Минска у КХЛ лиги.